# Michele Riccardini
Michele Mario Alberto Riccardini (Perugia, 2 ottobre 1910 – Merate, 24 luglio 1978) è stato un attore italiano.

## Biografia
Dopo aver frequentato l'Istituto Tecnico, dapprima segue corsi musicali, diplomandosi in violoncello, ma arrivato a Roma venne scelto da Mario Camerini nel 1934, a ventiquattro anni, per una parte nel film Come le foglie. Si iscrisse al Centro sperimentale di cinematografia diplomandosi in recitazione e nel 1939 iniziò una regolare carriera nel cinema come caratterista fino al 1961 partecipando a quasi cinquanta pellicole. In seguito recitò anche sui palcoscenici teatrali e alla radio, quindi dal 1964 si dedicò con costanza alla televisione partecipando a una quindicina di sceneggiati e lavori di prosa fino al 1973.
Muore all'età di 67 anni. Era sposato dal 1940 con De Lunghi Bona Maria.

## Filmografia

### Cinema
- Come le foglie, regia di Mario Camerini (1934)
- Lorenzino de' Medici, regia di Guido Brignone (1935)
- Retroscena, regia di Alessandro Blasetti (1939)
- Dora Nelson, regia di Mario Soldati (1939)
- Manon Lescaut, regia di Carmine Gallone (1940)
- La peccatrice, regia di Amleto Palermi (1940)
- Idillio a Budapest, regia di Giorgio Ansoldi e Gabriele Varriale (1941)
- La compagnia della teppa, regia di Corrado D'Errico (1941)
- Pia de' Tolomei, regia di Esodo Pratelli (1941)
- Se non son matti non li vogliamo, regia di Esodo Pratelli (1941)
- L'amore canta, regia di Ferdinando Maria Poggioli (1941)
- Giarabub, regia di Goffredo Alessandrini (1942)
- Via delle Cinque Lune, regia di Luigi Chiarini (1942)
- Violette nei capelli, regia di Carlo Ludovico Bragaglia (1942)
- La fabbrica dell'imprevisto, regia di Jacopo Comin (1942)
- I due Foscari, regia di Enrico Fulchignoni (1942)
- Il campione, regia di Carlo Borghesio (1943)
- La danza del fuoco, regia di Giorgio Simonelli (1943)
- Ossessione, regia di Luchino Visconti (1943)
- Le vie del peccato, regia di Giorgio Pàstina (1946)
- Montecassino, regia di Arturo Gemmiti (1946)
- La grande aurora, regia di Giuseppe Maria Scotese (1946)
- Caccia tragica, regia di Giuseppe De Santis (1947)
- Gioventù perduta, regia di Pietro Germi (1948)
- Follie per l'opera, regia di Mario Costa (1948)
- Il grande vessillo (D'homme à hommes), regia di Christian-Jaque (1948)
- Le mura di Malapaga (Au-delà des grilles), regia di René Clément (1949)
- Una voce nel tuo cuore, regia di Alberto D'Aversa (1949)
- Non c'è pace tra gli ulivi, regia di Giuseppe De Santis (1950)
- Il sentiero dell'odio, regia di Sergio Grieco (1950)
- Il tradimento, regia di Riccardo Freda (1951)
- Ultimo incontro, regia di Gianni Franciolini (1951)
- I miracoli non si ripetono (Les miracles n'ont lieu qu'une fois), regia di Yves Allégret (1951)
- Viva il cinema!, regia di Giorgio Baldaccini ed Enzo Trapani (1952)
- Roma ore 11, regia di Giuseppe De Santis (1952)
- La cieca di Sorrento, regia di Giacomo Gentilomo (1952)
- Primo premio: Mariarosa, regia di Sergio Grieco (1952)
- Cavallina storna, regia di Giulio Morelli (1953)
- Gran varietà, epis. Fregoli, regia di Domenico Paolella (1954)
- Carmen proibita, regia di Giuseppe Maria Scotese (1954)
- Teodora, imperatrice di Bisanzio, regia di Riccardo Freda (1954)
- Ulisse, regia di Mario Camerini (1954)
- La tua donna, regia di Giovanni Paolucci (1954)
- Un americano a Roma, regia di Steno (1954)
- La bella mugnaia, regia di Mario Camerini (1955)
- Vacanze a Ischia, regia di Mario Camerini (1957)
- Le bellissime gambe di Sabrina, regia di Camillo Mastrocinque (1958)
- L'inferno addosso, regia di Gianni Vernuccio (1959)
- Adua e le compagne, regia di Antonio Pietrangeli (1960)
- Crimen, regia di Mario Camerini (1960)
- Fantasmi a Roma, regia di Antonio Pietrangeli (1961)

### Televisione
- Antonio e Cleopatra, regia di Vittorio Cottafavi - film TV (1964)
- La figlia del capitano, regia di Leonardo Cortese - sceneggiato TV (1965)
- Scaramouche, regia di Daniele D'Anza - sceneggiato TV (1965)
- Le inchieste del commissario Maigret - serie TV, epis. Non si uccidono i poveri diavoli (1966)
- Il conte di Montecristo, regia di Edmo Fenoglio - sceneggiato TV (1966)
- Knock o Il trionfo della medicina, regia di Vittorio Cottafavi - film TV (1967)
- I promessi sposi, regia di Sandro Bolchi - sceneggiato TV (1967)

### Prosa radiofonica Rai
- Cara delinquente , di Jack Popplewell, regia di Guglielmo Morandi, trasmessa il 19 novembre 1959.

### Prosa televisiva Rai
- Il fischietto d'argento, regia di Carlo Di Stefano, trasmessa il 20 gennaio 1967
- Il matrimonio di Figaro, dall'opera di Pierre-Augustin Caron de Beaumarchais, regia di Sandro Sequi, trasmessa dal Secondo programma il 28 gennaio 1972